# Allium montanostepposum
Allium montanostepposum — вид рослин з родини амарилісових (Amaryllidaceae); поширений у центральній Азії.

## Опис
Квітконіжки завдовжки 7–9(10) мм; суцвіття майже кулясте в період цвітіння, щільне.
Період цвітіння: липень — серпень.

## Поширення
Поширення: Казахстан, Китай — Сіньцзян, Росія — Алтай.
Населяє степові угруповання на кам'янистих схилах і рідко на засоленій землі.